# アメリカ法曹協会
アメリカ法曹協会（アメリカほうそうきょうかい、英語: American Bar Association、ABA）アメリカ合衆国の弁護士等法曹の全国団体である。米国弁護士会、米国弁護士協会との訳もあるが判検事、軍法務官などの在朝法曹も加入する団体のため適訳ではない。
なお、アメリカ法律協会（American Law Institute、ALI）とは別の団体である。

## 概要
1878年に設立された法曹団体であり、活動も広範囲で、影響力も大きいことから、アメリカ合衆国全国の法曹の代表機関として位置づけられている。
運営機関には、59 の州と属領の弁護士会および 68 の都市、郡の弁護士会の代表が参加している。これらの運営機関は、全て協会から独立した団体であるが、司法の運営及び公益活動に関しては協会にその主導権を託している。

## 活動
月刊誌「ABA Journal」を発行しているほか、次のような活動をしている。
まず、前世紀までのアメリカでは、弁護士試験が簡単なことに乗じて営利的で質の悪いロースクールがままみられたことから、ロースクールが法曹の質を高めるための4条件を満たすことを1921年の決議によって勧告し、この条件を満たしたロースクールを協会認定のロースクールにすることとして法曹養成に尽力した。
次に、弁護士の質・法曹倫理の維持に努め、1983年に弁護士行為準則モデル規程 (Model Rules of Professional Conduct) を採択した。これは、後に多くの改正を経て、多くの州で、州の最高位の裁判所により「弁護士行為準則規程」として採択されている。
弁護士に対する懲戒申立ての調査及びその訴追に関しては、各州が通常その最高位の裁判所の命令により設けた専門機関が行うが、若干州によって差異がある。この機関は、非違行為の申立てを調査し、調査委員がその行為が行われたと信ずる合理的根拠を確立した事件の訴追を行い、当該弁護士に課すべき処分についての助言を行うものとされている。
その他にも、統一法運動のような立法提言や、司法制度の改善、司法への政治的圧力を防止することなど様々な活動を行なっている。